# Xã Anchor, Quận McLean, Illinois
Xã Anchor (tiếng Anh: Anchor Township) là một xã thuộc quận McLean, tiểu bang Illinois, Hoa Kỳ. Năm 2010, dân số của xã này là 286 người.